# Aleksandar Ćirić
Aleksandar Ćirić (* 30. prosince 1977 Bělehrad, Jugoslávie) je srbský vodní pólista. Byl členem stříbrného týmu na olympijských hrách v Athénách 2004 a dvakrát členem bronzového týmu na hrách v Sydney 2000 a na hrách v Pekingu 2008. Bronzovou medaili má také z Mistrovství světa 2003.